# Coșbuc
Coșbuc, in passato Hordou, (in ungherese Hordó) è un comune della Romania di 1996 abitanti, ubicato nel distretto di Bistrița-Năsăud, nella regione storica della Transilvania.
Il comune ha assunto il nome attuale in onore del poeta George Coșbuc (1866-1918), a cui ha dato i natali e del quale rimane la casa natale, trasformata in un museo a lui dedicato.